# Marwán Ísá
Marwán Abd al-Karím Alí Ísá (arabsky مروان عبد الكريم علي عيسى‎; 1965 Burajdž – 10. března 2024 Nusajrát) byl palestinský terorista a zástupce velitele Brigád Izz ad-Dína al-Kassáma, ozbrojeného křídla Hamásu.
Krátce po vypuknutí první intifády v roce 1987 jej Izrael zatkl za členství v Hamásu. V roce 1997 byl znovu zatčen, tentokrát Palestinskou autonomií, a na začátku druhé intifády v roce 2000 propuštěn.
V roce 2019 byl zařazen na seznam teroristů Spojených států amerických a v roce 2023 Evropské unie. Spolu s Jahjou Sinwárem a Muhammadem Dajfem je považován za strůjce útoku na Izrael ze 7. října 2023. Byl zabit 10. března 2024 při izraelském náletu v uprchlickém táboře Nusajrát. Jeho smrt potvrdil Izrael 26. března.

## Mládí
Narodil se v roce 1965 v uprchlickém táboře Burajdž v Pásmu Gazy, které bylo pod správou Sjednocené arabské republiky. Jeho rodina pochází z Aškelonu, do Pásma Gazy uprchla nebo byla vyhnána během první arabsko-izraelské války v roce 1948. Absolvoval Islámskou univerzitu v Gaze a hrál basketbal. V roce 1987 jej Izrael krátce po vypuknutí první intifády zatkl za členství v Hamásu.
V roce 1997 byl znovu zatčen, tentokrát Palestinskou autonomií, a na začátku druhé intifády v roce 2000 propuštěn.

## Kariéra v Hamásu
Na začátku své kariéry velel jednotkám Brigád Izz ad-Dína al-Kassáma v uprchlických táborech v centrální části Pásma Gazy. V roce 2006 byl vážně zraněn, ale přežil izraelský nálet.
Na veřejnosti se objevoval jen zřídka a jeho první fotka pochází z roku 2011. V letech 2014 a 2021 Izrael zasáhl Ísův dům.
V roce 2019 byl zařazen na seznam teroristů Spojených států amerických a v roce 2023 Evropské unie. Spolu s Jahjou Sinwárem a Muhammadem Dajfem je považován za strůjce útoku na Izrael ze 7. října 2023.

## Soukromý život
Jeho nejstarší syn Baráa zemřel v roce 2009 ve věku devíti let poté, co mu byl odepřen vstup do Egypta, kde měl podstoupit lékařské ošetření. Další syn, Muhammad, byl zabit v roce 2023 při izraelském náletu.

### Smrt
Dne 10. března 2024 Izraelské obranné síly oznámily, že jejich letectvo provedlo nálet na podzemní zařízení v uprchlickém táboře Nusajrát, které využíval Ísa. V době své smrti byl nejvýše postaveným představitelem Hamásu, který byl zabit během války Izraele s Hamásem. Izraelský premiér Benjamin Netanjahu prohlásil: „Všichni zemřou, všechny je dostaneme.“
Dne 18. března potvrdil jeho smrt americký poradce pro národní bezpečnost Jake Sullivan.
Dne 26. března 2024 Izraelské obranné síly oficiálně potvrdily Ísovu smrt.